# Paronychia macedonica
Paronychia macedonica är en nejlikväxtart. Paronychia macedonica ingår i släktet prasselörter, och familjen nejlikväxter.

## Underarter
Arten delas in i följande underarter:
- P. m. macedonica
- P. m. tobolkana